# Heavy Metal: F.A.K.K. 2
Heavy Metal: F.A.K.K. 2 (ook wel FAKK 2) is een videospel dat werd ontwikkeld door Ritual Entertainment en uitgegeven door Gathering of Developers. Het spel kwam in 2000 uit voor Linux, Macintosh en Windows. Het spel wordt bediend met het toetsenbord en de muis.

## Ontvangst
| Beoordeeld door             | Jaar | Platform  | Score |
| --------------------------- | ---- | --------- | ----- |
| PC Gamer                    | 2000 | Windows   | 90%   |
| PC Player (Duitsland)       | 2000 | Windows   | 83%   |
| Game Revolution             | 2000 | Windows   | 83%   |
| Inside Mac Games (IMG)      | 2001 | Macintosh | 82%   |
| Game Over Online            | 2000 | Windows   | 80%   |
| IGN                         | 2000 | Windows   | 80%   |
| Mac Gamer                   | 2000 | Macintosh | 80%   |
| ActionTrip                  | 2000 | Windows   | 78%   |
| Computer Gaming World (CGW) | 2000 | Windows   | 70%   |
| GameSpot                    | 2000 | Windows   | 67%   |